# سایپن
سایپَن(به اسپانیایی: Saipan) بزرگترین جزیره از جزایر ماریانای شمالی ایالات متحده آمریکا در اقیانوس آرام می‌باشد.

## جمعیت
برپایهٔ سرشماری سال ۲۰۰۰ جمعیت این جزیره ۶۲٬۳۹۲ نفر بوده‌است.

## سیاست
مرکز دولتی سایپن در روستای کاپیتال‌هیل قرار دارد. کل جزیره یک شهرداری را شامل می‌شود.

## جغرافیا
سایپن در حدود ۱۹۰کیلومتری شمال گوام قرار دارد و یکی از مقصدهای مورد علاقهٔ گردشگران در اقیانوس آرام می‌باشد.

## تاریخچه

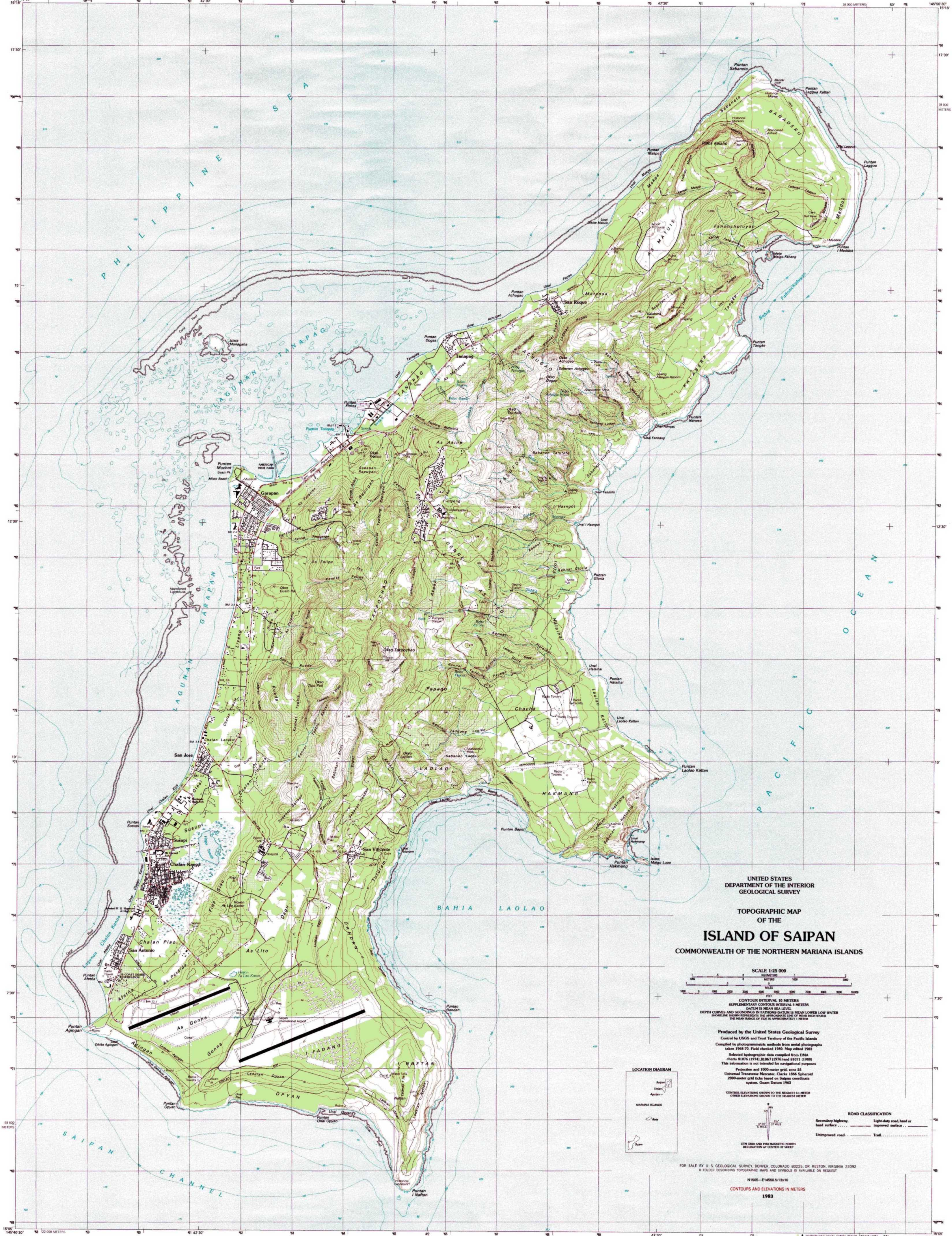

اسپانیایی‌ها نخستین اروپاییانی بودند که به این جزیره رسیدند و آن را در زیرمجموعهٔ جزایر ماریانا اعلام داشتند. در پیرامون ۱۸۱۵ تعداد بسیاری از کارولینی‌ها از ساتاوال با سایپن کوچیدند.
از ۱۸۹۹ تا زمان جنگ جهانی اول آلمان کنترل جزیره را در دست داشت. از ۱۹۲۲ ژاپن قیمومت این جزیره را در جامعه ملل به دست گرفت. با مدیریت ژاپنی صنایع ماهی‌گیری و شکرکاری در این جزیره رونق گرفت. در دههٔ ۱۹۳۰ این جزیره به‌طور گسترده‌ای به پادگانی نظامی تبدیل گردید. در ۱۹۴۱ سایپن پیرامون ۳۰هزار جمعیت داشت که ۲۵هزارتن از آنان ژاپنی بودند.
در ژوئن ۱۹۴۴ در خلال جنگ جهانی دوم و در نبرد سایپن ارتش ایالات متحده آمریکا بخش‌های جنوب باختری جزیره را تصرف کرد. ژاپنی‌ها برای حفظ جزیره تلفات سنگینی نزدیک به ۳۰هزارتن دادند و بسیاری از کشتگان نیز غیر نظامیان ژاپنی بودند. پس از جنگ ژاپنی‌های باقی‌ماندهٔ جزیره را به ژاپن بازگرداندند.
در نوامبر ۱۹۸۶ جزایر ماریانای شمالی به ایالات متحدهٔ آمریکا پیوستند. شرط جزیره‌نشینان برای پیوستن به آمریکا عدم پیروی کامل از قوانین فدرال بود.